# Летище Белозем
Летище Белозем е летателна площадка, разположена до магистрала „Тракия“ в землището на село Белозем, община Раковски. На площадката могат да кацат само леки и свръхлеки самолети, както и мотоделтапланери и мотопарапланери. Площадката е известна и с името „Еър Белозем“ ICAO Code LBBM(Air Belozem – 42°13'1"N / 25°3'53"E).

## Описание
Летището е разположено на 3 км североизточно от село Белозем. То разполага с две писти с тревно покритие от северната страна на магистрала „Тракия“ и една запасна, асфалтова, която е от южната страна на магистралата:
- писта с тревно покритие с дължина 400 м. и ширина 25 м.
- писта с тревно покритие с дължина 600 м. и ширина 30 м.
- запасна: писта с асфалтово покритие с дължина 400 м. и ширина 20 м.

Надморската височина е 136 м. Летището попада в G пространство.

## История
От 2009 г. на летателната площадка ежегодно се провежда „Авиофест Белозем“. На него участват пилоти от цялата страна с мотоделтапланери, мотопарапланери и свръхлеки самолети. Извършват се атрактивни и мотивационни полети. Събитието се провежда в началото на май.
На същата летателна площадка от 2009 г. ежегодно през летните месеци се провежда и националният турнир „Авиомоделна купа Пловдив“ – PAM Cup, който е състезание по авиомоделизъм и се провежда по правилниците на Международната Федерация по Авиация и Българска Федерация по Авиомоделизъм. Турнирът е разделен на няколко състезания ориентирани към авиомоделните класове за радиоуправляеми планери, а от 2011 г. и радиоуправляеми хеликоптери.
През април 2019 г. по време на демонстрационен полет преди началото на състезание с дронове, повреда в крилото е причината за падането на самолет, при което загиват пилотът Стефан Василски от Пловдив и 18-годишният Валентин Аламански от Чирпан. Стефан Василски е собственик на авиоклуба в Белозем.